# Ponte de Sor
Ponte de Sor ('põt(ɨ) dɨ soɾ) è un comune portoghese di 18 140 abitanti situato nel distretto di Portalegre.

## Società

### Evoluzione demografica
| Popolazione di Ponte de Sor (1801 – 2004) | Popolazione di Ponte de Sor (1801 – 2004) | Popolazione di Ponte de Sor (1801 – 2004) | Popolazione di Ponte de Sor (1801 – 2004) | Popolazione di Ponte de Sor (1801 – 2004) | Popolazione di Ponte de Sor (1801 – 2004) | Popolazione di Ponte de Sor (1801 – 2004) | Popolazione di Ponte de Sor (1801 – 2004) | Popolazione di Ponte de Sor (1801 – 2004) |
| ----------------------------------------- | ----------------------------------------- | ----------------------------------------- | ----------------------------------------- | ----------------------------------------- | ----------------------------------------- | ----------------------------------------- | ----------------------------------------- | ----------------------------------------- |
| 1801                                      | 1849                                      | 1900                                      | 1930                                      | 1960                                      | 1981                                      | 1991                                      | 2001                                      | 2004                                      |
| 1394                                      | 3094                                      | 8092                                      | 15467                                     | 21902                                     | 18079                                     | 17802                                     | 18140                                     | 17593                                     |

## Freguesias
- Foros de Arrão
- Galveias
- Longomel
- Montargil
- Ponte de Sor
- Tramaga
- Vale de Açor